# Чачапоясский кечуа
Чачапоясский кечуа (Chachapuya runa shimi, Kichwa) — вариант кечуа, на котором разговаривают на юге департамента Амасонас (провинции Чачапояс и Луя).
Чачапоясский кечуа возник как следствие проникновения в данный район кечуаязычных переселенцев в эпоху Инкской империи. Он относится к чинчайской группе кечуанских языков Кечуа II-B, занимая особое положение благодаря своим фонетическим особенностям. В отличие от других чинчайских диалектов в нём сохранился исконный ретрофлексный ch [ĉ]. Отличительной чертой данного идиома также является стяжение слов. Кроме того имеет место замена ay на долгий e и aw на долгий o. Словесное ударение падает на первый слог, что рассматривается как результат стяжения. В силу этих своих характеристик чачапоясский кечуа занимает промежуточное положение между сан-мартинским кечуа (кечуа II-B), который является его ближайшим родственником, и диалектом Кахамарка-Ферреньяфе (кечуа II-A).
Чачапоясский кечуа явно сдаёт свои позиции испанскому, хотя в 2003 году ещё отмечалось наличие от 100 до 300 человек, говоривших только на кечуа, из 7 тысяч носителей этого диалекта. На нём общаются в основном представители старшего поколения. Только в районе Конила (провинция Луя) дети пока разговаривают на кечуа.

## Известные чачапойцы
- Блас Валера — метис, иезуитский священник, выдающийся историк Перу.